# Історичний ревізіонізм
Історичний ревізіонізм  — докорінний перегляд (ревізія) історичних концепцій, що сформувалися в якій-небудь галузі. Від ревізіонізм (лат. revisio  «перегляд») — позначення ідейно-політичних і наукових течій, що піддають перегляду принципи та положення якої-небудь теорії, концепції, вчення.

## Підходи до визначення
Термін був введений на рубежі 1970-х років, спочатку — щодо школи молодих французьких вчених на чолі з Франсуа Фюре, які рішуче виступили проти традиційних поглядів на Велику французьку революцію.
У радянській історико-партійній та філософській літературі термін «ревізіонізм» використовувався для позначення ідейної течії у міжнародній соціал-демократії, виникнення якого пов'язували з діяльністю Едуарда Бернштейна, який оголосив про необхідність «ревізії» марксизму в нових історичних умовах.

## Негаціонізм
Вид історичного ревізіонізму, при якому «нова» концепція будується на запереченні та/або ігноруванні твердо встановлених наукою фактів. До негаціонізму не можна відносити роботи істориків-ревізіоністів в тих випадках, коли загальновизнані факти не заперечуються або ігноруються, а піддаються сумніву на основі справжніх історичних документів і свідчень.

## Ревізіонізм Голокосту
Ревізіонізм Голокосту — явище в сучасній історіографії, в процесі якого учені доводять свої сумніви у поширених після 1946 року уявлення про Голокост євреїв, переглянути усталені концепції, прийняті істориками після ІІ Світової війни. Фактично, ревізіоністи цього питання поділяються на дві основні течії: ті, хто заперечує факт Голокосту та ті, хто піддає сумніву масштаби Голокосту, визнаючи, що він таки мав місце. Група із тих, хто перебільшує масштаби Голокосту не є ревізіоністами — це зацікавлені особи, які розповідають про те, що офіційні дані про Голокост євреїв применшені, а число жертв було більшим за офіційні дані. Часто під поняттям ревізіонізму Голокосту розглядають саме заперечення існування Голокосту як факту, але фактично, згідно з поняттям «історичний ревізіонізм», поняття ревізіонізму включає у себе всі аспекти перегляду офіційних підходів до цього феномена. 

### Заперечення
Заперечення Голокосту  — твердження, що заперечують факт геноциду євреїв під час Другої світової війни, знаний як Голокост євреїв, тобто заперечують обставини Голокосту євреїв у тому вигляді, у якому їх описує офіційна історіографія. Грецький термін "голокост" означає "цілоспалення", який у політичній журналістиці і пропаганді використовують для описування політико-демографічної катастрофи певного етносу, спричиненого діями певної держави; цей термін може застосовуватися до будь-якого етносу, а не лише для євреїв. Так, 3 Голодомори українців також може бути описано терміном "Голокост" українців з боку радянської держави.
Заперечення Голокосту євреїв має також свій термін — негаціонізм — який був введений французьким істориком Генрі Руссо. 

### Перебільшення масштабів
Перебільшення масштабів Голокосту — твердження, що перебільшують масштаби Голокосту, перебільшують кількість жертв та надають перекручені факти про методи репресій єврейського населення під час Другої світової війни. Факти перебільшення виявлені як у публіцистиці, літературі та кінематографі, так і у реальних судових процесах.